# Gmina zbiorowa Thedinghausen
Gmina zbiorowa Thedinghausen (niem. Samtgemeinde Thedinghausen) – gmina zbiorowa położona w niemieckim kraju związkowym Dolna Saksonia, w powiecie Verden. Siedziba gminy zbiorowej znajduje się w miejscowości Thedinghausen.

## Podział administracyjny
Do gminy zbiorowej Thedinghausen należą cztery gminy:
1. Blender
2. Emtinghausen
3. Riede
4. Thedinghausen